# Tor-Arne Hetland
Tor-Arne Hetland (Stavanger, 12 gennaio 1974) è un allenatore di sci nordico ed ex fondista norvegese.

## Biografia

### Carriera sciistica

#### Stagioni 1993-2001
Hetland debuttò in campo internazionale ai Mondiali juniores di Harrachov del 1993, ottenendo il quarto posto nella 30 km a tecnica libera e il quinto nella 10 km a tecnica classica. Nella successiva edizione di Breitenwang 1994 fu bronzo nella 30 km a tecnica libera e quarto nella 10 km a tecnica classica.
In Coppa del Mondo esordì l'11 febbraio 1995 nella 50 km a tecnica classica di Oslo (41°) e conquistò la prima vittoria, nonché primo podio, il 4 febbraio 1996 nello sprint a tecnica libera di Reit im Winkl. Nella stagione 1996-1997 terminò 11º nella classifica di lunga distanza e 46º in quella dello sprint, finendo al 30º posto nella generale. Il 15 marzo 1997 ottenne il suo primo podio in una gara di distanza, arrivando secondo nella 50 km a tecnica libera di Oslo.
L'anno successivo chiuse al 42º posto nella lunga distanza e al 78º nello sprint (62º in classifica generale) e partecipò alle sue prime Olimpiadi, Nagano 1998 (24° nella 50 km), ma nelle tre stagioni seguenti migliorò le sue prestazioni e divenne uno dei principali contendenti nelle gare sulla breve distanza. Nel 1998-1999 arrivò 2º nella classifica di sprint e 23º in quella generale, mentre l'anno seguente si piazzò 4º nella Coppa del Mondo di sprint e 22° in quella di lunga distanza. SEmpre nel 1999 vinse la sua prima Engadin Skimarathon, successo poi bissato nel 2008.
Nel 2000-2001 arrivò 3º nello classifica di sprint e 12º in quella generale. Nella stessa stagione prese parte ai Mondiali di Lahti, sua seconda partecipazione iridata, e vinse l'oro sia nello sprint, sia nella staffetta 4x10 km.

#### Stagioni 2002-2009
Nell'edizione della Coppa del Mondo del 2002 giunse 13º nella classifica generale e 6º in quella riservata agli sprinter. Ai XIX Giochi olimpici invernali di Salt Lake City 2002 vinse l'oro nello sprint; un anno più tardi nella medesima specialità conquistà il bronzo ai Mondiali della Val di Fiemme.
Nel 2003-2004 ottenne un miglior risultato nella graduatoria di sprint, aggiudicandosi il 4º posto, peggiorando leggermente nella classifica complessiva, chiusa al 14º posto; 327ª la piazza conquistata Coppa del Mondo di distanza. La stagione seguente, quella 2004-2005, fu per Hetland la più vittoriosa in Coppa del Mondo: vinse la "coppetta" di sprint e terminò al 3º posto in classifica generale. Ai Mondiali di quell'anno, disputati a Oberstdorf, vinse l'argento nello sprint individuale e l'oro in quella a squadre, in coppia con Tore Ruud Hofstad.
Il 19 novembre 2005 vinse la sua prima gara di distanza, la 15 km a tecnica classica di Beitostølen. Hetland chiuse la Coppa del Mondo 2005-2006 sul terzo gradino del podio, a 259 punti dal vincitore Tobias Angerer e a 7 dal secondo, Jens Arne Svartedal. Realizzò il medesimo piazzamento anche nella classifica di sprint, a 163 punti da Björn Lind e 20 da Thobias Fredriksson, e fu 20º in quella di distanza, a 632 punti da Angerer. Ai XX Giochi olimpici invernali a Pragelato, nel corso dei Giochi di Torino 2006, ottenne il decimo posto nello sprint individuale e vinse l'argento nello sprint a squadre, in coppia con Svartedal.
Nelle stagioni 2006-2007 e 2007-2008 fu rispettivamente quarto e sesto nella classifica generale di Coppa del Mondo e quarto e quinto in quella di sprint; nel 2008-2009, sua ultima stagione in Coppa, chiuse al terzo posto nella classifica di sprint e al diciannovesimo in quella generale. Chiuse la carriera ai Mondiali di Liberec, sua sesta partecipazione iridata.

### Carriera da allenatore
Nell'estate 2009 è stato ingaggiato dalla federazione tedesca come allenatore degli sprinter, sotto la guida del direttore agonistico Jochen Behle. L'anno dopo è stato posto a capo di un gruppo d'allenamento congiunto tedesco-svizzero.

## Palmarès

### Olimpiadi
- 2 medaglie:
  - 1 oro (sprint 1,5 km. tecnica libera a Salt Lake City 2002)
  - 1 argento (sprint a squadre a Torino 2006)

### Mondiali
- 5 medaglie:
  - 3 ori (sprint, staffetta a Lahti 2001; sprint a squadre Oberstdorf 2005)
  - 1 argento (sprint a Oberstdorf 2005)
  - 1 bronzo (sprint a Val di Fiemme 2003)

### Mondiali juniores
- 1 medaglia:
  - 1 bronzo (30 km a Breitenwang 1994)

### Coppa del Mondo
- Miglior piazzamento in classifica generale: 3º nel 2005 e nel 2006
- Vincitore della Coppa del Mondo di sprint nel 2005
- 51 podi (30 individuali, 21 a squadre[2]):
  - 23 vittorie (11 individuali, 12 a squadre)
  - 18 secondi posti (13 individuali, 5 a squadre)
  - 10 terzi posti (6 individuali, 4 a squadre)

#### Coppa del Mondo - vittorie
| Data             | Luogo                      | Paese     | Disciplina                                                                    |
| ---------------- | -------------------------- | --------- | ----------------------------------------------------------------------------- |
| 4 febbraio 1996  | Reit im Winkl              | Germania  | Sprint TL                                                                     |
| 20 dicembre 1998 | Davos                      | Svizzera  | 4x10 km (con Espen Bjervig, Erling Jevne e Bjørn Dæhlie)                      |
| 27 dicembre 1998 | Garmisch-Partenkirchen     | Germania  | Sprint TL                                                                     |
| 28 dicembre 1998 | Engelberg                  | Svizzera  | Sprint TL                                                                     |
| 26 novembre 2000 | Beitostølen                | Norvegia  | 4x10 km (con Tore Bjonviken, Odd-Bjørn Hjelmeset e Kristen Skjeldal)          |
| 9 dicembre 2000  | Santa Caterina di Valfurva | Italia    | 4x5 km (con Frode Estil, Kristen Skjeldal e Thomas Alsgaard)                  |
| 29 dicembre 2000 | Engelberg                  | Svizzera  | Sprint TL                                                                     |
| 27 novembre 2001 | Kuopio                     | Finlandia | 4x10 km (con Odd-Bjørn Hjelmeset, Erling Jevne e Håvard Bjerkeli)             |
| 8 dicembre 2002  | Davos                      | Svizzera  | 4x10 km (con Anders Aukland, Tore Bjonviken e Thomas Alsgaard)                |
| 11 dicembre 2002 | Clusone                    | Italia    | Sprint TL                                                                     |
| 15 dicembre 2002 | Cogne                      | Italia    | Sprint TC                                                                     |
| 7 dicembre 2003  | Dobbiaco                   | Italia    | Sprint a squadre TL (con Håvard Bjerkeli)                                     |
| 14 dicembre 2003 | Davos                      | Svizzera  | 4x10 km (con Anders Aukland, Frode Estil e Kristen Skjeldal)                  |
| 24 ottobre 2004  | Düsseldorf                 | Germania  | Sprint a squadre TL (con Håvard Bjerkeli)                                     |
| 4 dicembre 2004  | Berna                      | Svizzera  | Sprint TL                                                                     |
| 15 dicembre 2004 | Asiago                     | Italia    | Sprint a squadre TL (con Jens Arne Svartedal)                                 |
| 9 marzo 2005     | Drammen                    | Norvegia  | Sprint TC                                                                     |
| 19 novembre 2005 | Beitostølen                | Norvegia  | 15 km TC                                                                      |
| 11 dicembre 2005 | Vernon                     | Canada    | Sprint TL                                                                     |
| 25 novembre 2007 | Beitostølen                | Norvegia  | 4x10 km (con Martin Johnsrud Sundby, Jens Arne Svartedal e Tore Ruud Hofstad) |
| 15 dicembre 2007 | Rybinsk                    | Russia    | 30 km TC                                                                      |
| 7 dicembre 2008  | La Clusaz                  | Norvegia  | 4x10 km (con Martin Johnsrud Sundby, Tord Asle Gjerdalen e Petter Northug)    |
| 21 dicembre 2008 | Düsseldorf                 | Germania  | Sprint a squadre TL (con Ola Vigen Hattestad)                                 |

Legenda:

TC = tecnica classica

TL = tecnica libera

#### Coppa del Mondo - competizioni intermedie
- 5 podi di tappa:
  - 2 vittorie
  - 1 secondo posto
  - 2 terzi posti

##### Coppa del Mondo - vittorie di tappa
| Data             | Località | Nazione   | Competizione | Disciplina |
| ---------------- | -------- | --------- | ------------ | ---------- |
| 5 gennaio 2007   | Asiago   | Italia    | Tour de Ski  | Sprint TL  |
| 29 dicembre 2008 | Praga    | Rep. Ceca | Tour de Ski  | Sprint TL  |

Legenda:

TC = tecnica classica

TL = tecnica libera

### Marathon Cup
- Miglior piazzamento in classifica generale: 14º nel 2002
- 2 podi:
  - 1 vittoria
  - 1 secondo posto

#### Marathon Cup - vittorie
| Data         | Gara                | Luogo   | Paese    | Distanza |
| ------------ | ------------------- | ------- | -------- | -------- |
| 9 marzo 2008 | Engadin Skimarathon | Samedan | Svizzera | 42 km MS |

Legenda:

MS = partenza in linea

## Statistiche
Hetland nella sua carriera per diverse stagioni è riuscito a salire almeno una volta sul podio a partire dalla stagione 1996-1997, con l'eccezione del 1997-1998 e del 1999-2000. Il maggior numero di podi individuali in una edizione della Coppa del Mondo lo stabilì nel 2004-2005, con cinque. La sua vittoria nello sprint a di Vernon, il 12 dicembre 2005, coincise con la sua centesima gara di Coppa del Mondo.